# Poienița Voinii
Poienița Voinii falu Romániában, Erdélyben, Hunyad megyében.

## Fekvése
Vajdahunyadtól délnyugatra, a Ruda mellett fekvő település.

## Története
Nevét 1380-ban említette először oklevél Polonycza néven.
1416-ban p. Pogyenicha Demsusi-birtok. 1482-ben p. Poyanicha Hunyadvár tartozéka. 
Neve 1733-ban Pojénitza, 1750-ben Pojenitza Voinii, 1760–1762 között Pojenicza Voja, 1808-ban Pojenicza Vojni, Vojniku, 1861-ben Pojenyiczá-Vojni, 1888-ban Vojni-Pojenicza, 1913-ban Pojenicavojni alakban szerepelt az írásos forrásokban.
A trianoni békeszerződés előtt Hunyad vármegye Vajdahunyadi járásához tartozott.
1910-ben 270 görögkeleti ortodox román lakosa volt.

## Források

Poienicavojni egy régi térképen